# Station Laluque
Station Laluque is een spoorwegstation in de Franse gemeente Laluque.